# Mesacanthion longissimesetosum
Mesacanthion longissimesetosum är en rundmaskart som beskrevs av Christian Wieser 1953. Mesacanthion longissimesetosum ingår i släktet Mesacanthion och familjen Enoplidae. Inga underarter finns listade i Catalogue of Life.